# ブルーノ・ペツォルト

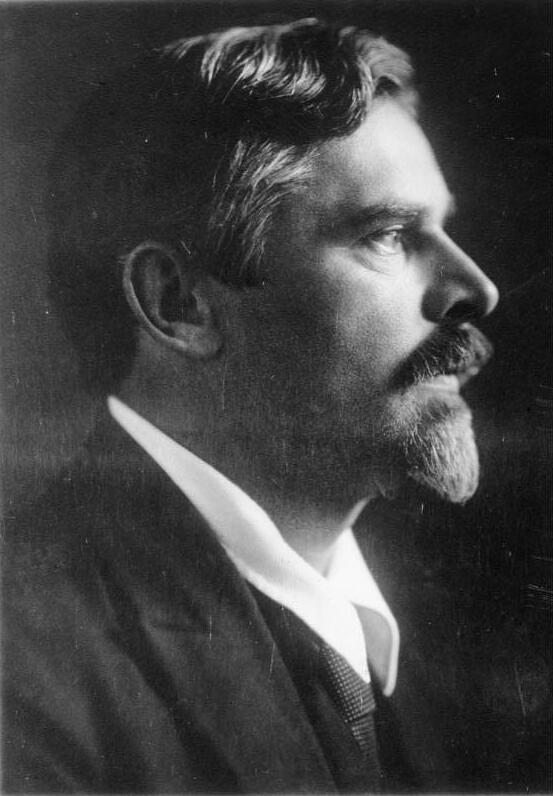
ブルーノ・ペツォルト（1920年）

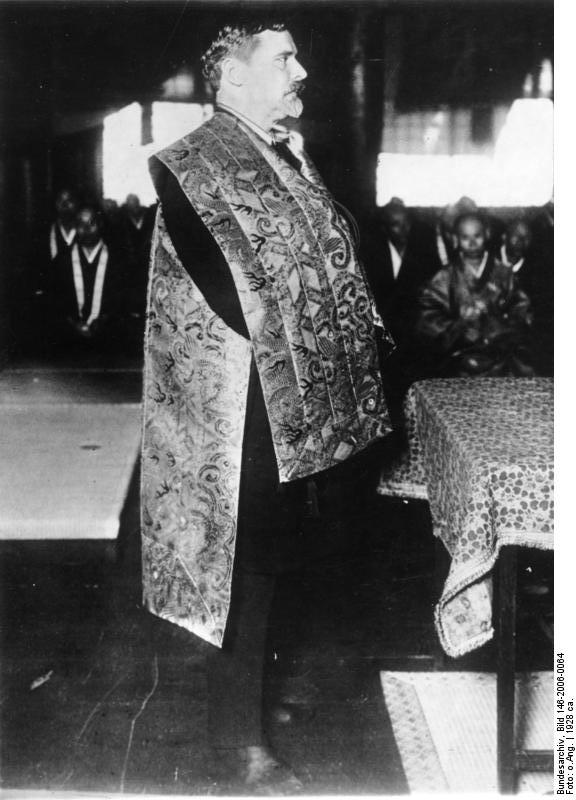
東京・観音寺で大僧都の位を授けられるペツォルト（1928年）

ブルーノ・ペツォルト（Bruno Petzold、1873年8月3日 - 1949年2月16日）は、ドイツ出身のジャーナリスト、仏教研究者である。

## 生涯
1873年8月3日にドイツ・ブレスラウ（現 ポーランド・ヴロツワフ）で生まれた。高校卒業後、ライプツィヒ大学で経済学、歴史学、哲学、宗教、芸術を1年半学んだ。ライプツィヒ大学在学中に、11歳年上でノルウェー出身のピアニスト・声楽家のハンカ・シェルデルップと出会った。ベルリンのカイザー・ヴィルヘルム大学で政治経済学などを学んだ後、1902年までにパリに移り、"Bühne und Welt"などのドイツの雑誌に記事を書いた。1902年から1907年まではロンドンに住み、ドイツの新聞"Hamburger Nachrichten"の海外特派員を務めた。1905年にハンカとの間に息子のアーヌルフが生まれた。
1908年に清朝時代の中国に移り、天津で"Tageblatt für Nordchina"紙の編集長となった。1909年、妻ハンカが日本の東京音楽学校の教師として招聘されたことから、ブルーノも『ケルニッシェ・ツァイトゥング』紙の東京駐在特派員の職を得て、1910年に東京に移った。1917年に第一高等学校でドイツ語とラテン語の教師の職を得て、1943年まで務めた。それと並行して中央大学、立正大学、成蹊高等学校でも教壇に立った。
1917年に善光寺を訪れてから、本格的に仏教を学ぶようになった。まず神道史家の星野日子四郎に師事し、その後、浄土真宗の僧侶で仏教の各宗派にも詳しい島地大等の弟子となった。1927年に島地が亡くなった後は、島地からペツォルトの面倒を見るようにと依頼された花山信勝から学んだ。1927年から1944年までの間、ペツォルトと花山は少なくとも週に2回は会っていたという。
1923年、ペツォルトは天台宗で得度した。1948年に僧正の位が授けられ、死後、第2位の僧階である権大僧正が授けられた。
第二次世界大戦終戦時に長野県軽井沢町に疎開し、1949年2月16日に同地で死去した。その後、夫妻の遺骨は比叡山に葬られた。
仏教哲学についての膨大な著作を残したが、そのほとんどは死後に出版された。遺品はオーストラリア国立図書館などに寄贈された。

## 著作
- Die Quintessenz der T'ien-t'ai-(Tendai-)Lehre. Eine komparative Untersuchung. （天台教学の精髄、比較研究）Wiesbaden: Harrassowitz 1982, ISBN 3-447-02161-6
- Goethe und der Mahayana Buddhismus.（ゲーテと大乗仏教） Wien: Octopus 1982, ISBN 3-900290-22-9
  - 日本語訳:『比較宗教学への試み ゲーテと大乗仏教』（2000年、叡山学院）
- The classification of Buddhism: Comprising the classification of Buddhist doctrines in India, China and Japan.（仏教の分類: インド・中国・日本の仏教教義の分類） Wiesbaden: Harrassowitz 1995, ISBN 3-447-03373-8
- Tendai Buddhism: collection of the writings by Bruno Petzold（天台仏教: ブルーノ・ペツォルト著作集）、国際仏教交流センター（横浜市）、1979年

## ペツォルトに関する文献
- Arnulf H. Petzold: Catalogue of the Buddhist Library of the Late Bruno Petzold.（故ブルーノ・ペツォルトの仏教文献目録） Vancouver 1949.
- Volker Zotz: Auf den glückseligen Inseln. Buddhismus in der deutschen Kultur.（幸福の島にて: ドイツ文化における仏教） Berlin 2000, ISBN 3-89620-151-4, S. 186–193.
- John Rosenfield, Fumiko E. Cranston; "The Bruno Petzold Collection of Buddhist and Shinto Scrolls"（ブルーノ・ペツォルトの仏教・神道文書コレクション） In: Patrick Hanan; Mikael S Adolphson, Treasures of the Yenching: seventy-fifth anniversary of the Harvard-Yenching Library: exhibition catalogue. Cambridge, Mass.: Harvard-Yenching Library, Harvard University; Hong Kong: Distributed by the Chinese University Press, 2003. ISBN 9629961024, S. 219–260.
- Detlev Schauwecker: Bruno Petzold (Biografisches) Teil I, II und III. In: OAG Notizen, Nov. 2008, März 2009 und Dez. 2009; jeweils als pdf abrufbar. （日本語訳: ペツォルト夫妻を記念する会『ペツォルト研究』 第1巻（2008年）、第4巻（2013年）、第5巻（2014年））